# Regenbogen Äthiopien: Bewegung für Demokratie und Soziale Gerechtigkeit
Regenbogen Äthiopien: Bewegung für Demokratie und Soziale Gerechtigkeit (amharisch ቀስተደመና ኢትዮጵያ ንቅናቄ ለዴሞክራሲና ለማህበራዊ ፍትህ, transkribiert Qestedemena Ityopya niqenaqé leDémokrasina leMahberawi fiteh, englisch Rainbow Ethiopia: Movement for Democracy and Social Justice; Abkürzung: RE: MDSJ) ist eine oppositionelle politische Partei in der Demokratischen Bundesrepublik Äthiopien.
Die Partei Regenbogen Äthiopien: Bewegung für Demokratie und Soziale Gerechtigkeit wurde von dem Professor Mesfin Woldemariam gegründet. Der Gründungsvorsitzende der Partei RE: MDSJ ist Berhanu Nega.
Bei den letzten allgemeinen legislativen Parlamentswahlen in Äthiopien 2005, welche am 15. Mai des gleichen Jahres abgehalten wurden, war die Partei RE: MDSJ gemeinsam mit der Vereinigten Äthiopischen Demokratischen Partei/Medhin (UEDP-M) Mitgliedspartei der Koalition für Einheit und Demokratie, welche gemeinsam insgesamt 109 der zusammen 527 Sitze im Volksrepräsentantenhaus (der Ersten Kammer des Äthiopischen Parlaments) gewann. Davon entfielen 8 Abgeordnetensitze (oder 1,52 Prozent) an die Partei Regenbogen Äthiopien: Bewegung für Demokratie und Soziale Gerechtigkeit, von denen die Abgeordneten allesamt Männer waren.